# Alina Forsman
Alina Forsman, född 1845, död 1899, var en finländsk skulptör. Hon räknas som Finlands första kvinnliga skulptör.
Hon debuterade som skulptör. Hon studerade konst i Tyskland och Rom 1873–1875 och i Köpenhamn 1875–1878.